# Nón quai thao

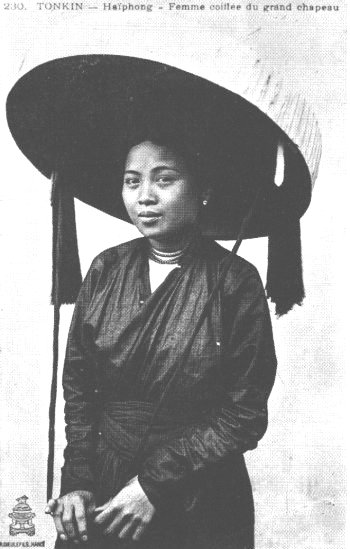
Mujer tonkin usando un sombrero nón quai thao.

El nón quai thao (nón "sombrero" quai "ata" thao "borlas") es un sombrero de palma plano tradicional de Vietnam. También conocido como nón ba tầm, (sombrero de tres codos) y para distinguirlo del nón lá de forma cónica.
El nón quai thao se usaba en la Vietnam antigua por las mujeres, como un accesorio para ropa elegante, en oposición a la ropa funcional que usaba para el trabajo de campo. Hasta principios del siglo XX, su uso estaba bastante extendido en el norte de Vietnam.
Los médiums que usaban el sombrero tradicionalmente los adornaban con ornamentos de plata que colgaban de tiras de seda alrededor del ala. Otro nombre del sombrero es nón thúng.

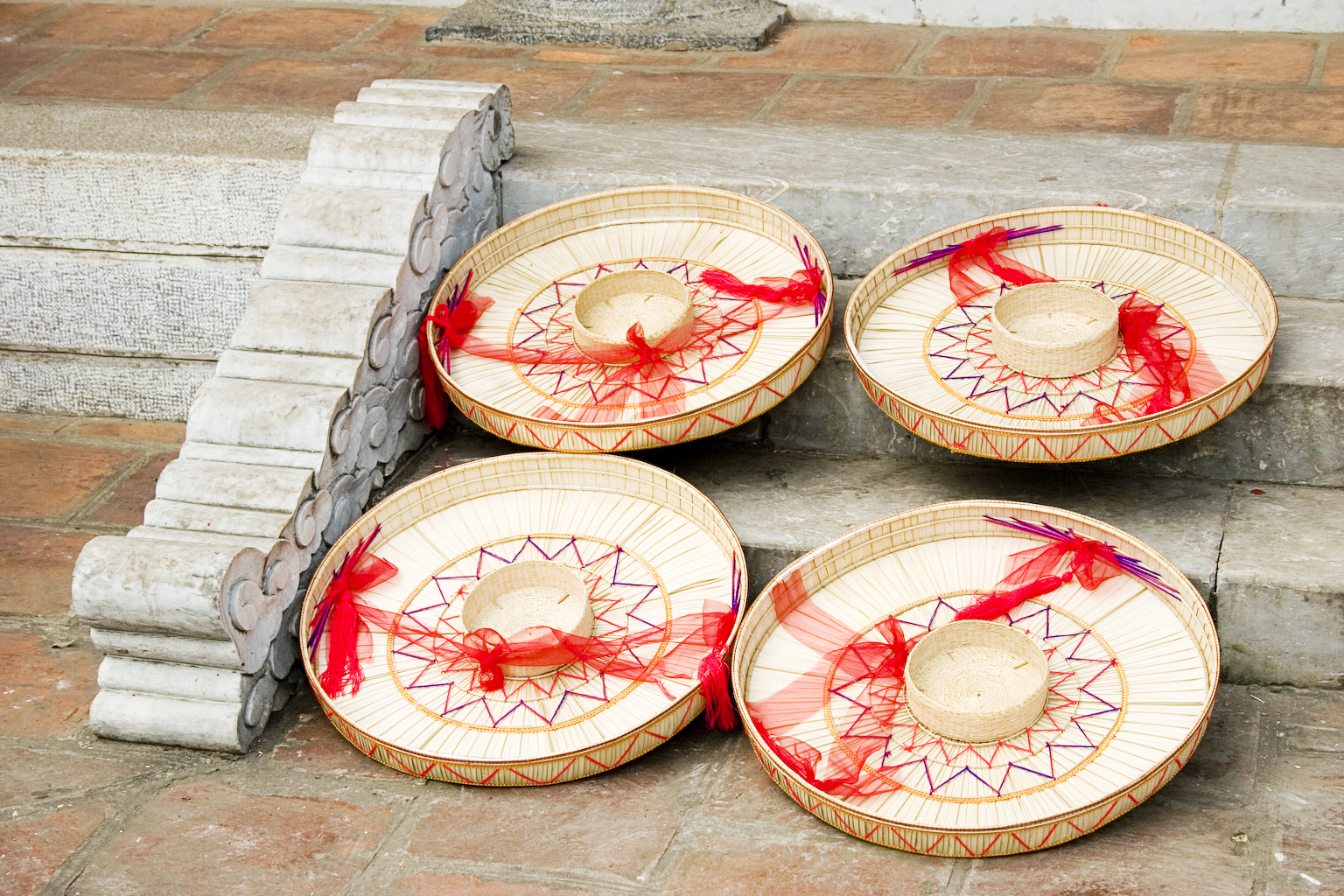
Nón quai thao En el la entrada de un templo.